# Simon Spiess
Simon Spiess (* 11. August 1987 in Rothrist AG) ist ein Schweizer Jazzmusiker (Saxophon, Komposition).

## Leben und Wirken
Spiess wuchs in einer musikalischen Familie in Aarburg auf. Früh wurde ihm klar, dass er Musiker werden wollte. Nach der Bezirksschule bereitete er sich ein Jahr lang bei seinem Vorbild Roland Philipp und bei Fritz Renold auf die Aufnahmeprüfung vor, um dann an der Hochschule für Musik Basel ein Jazzstudium zu absolvieren. Im Laufe seiner Ausbildung nahm er auch Unterricht in Luzern und New York.
Dann arbeitete Spiess bis 2012 von Olten aus mit seinem Quartett und seinem Trio. Daran schlossen sich Aufenthalte in Berlin, New York, Paris und Mannheim. Derzeit lebt er in Dulliken. 2013 erschien mit seinem Trio (mit Marco Nenniger am Kontrabass und Daniel Mudrack an den Drums sowie Gabriel Beuerle an der Gitarre und Sängerin Julia Pellegrini als Gäste) das Album After All bei Meta Records. Weitere Alben folgten, etwa Star Dance, Towards Sun und Quiet Tree. Er arbeitete mit Musikern wie Randy Brecker, Donny McCaslin, Greg Tardy, Bänz Oester, Jonas Ruther, Nya und Marc Méan. Weiterhin war er in seinem elektronischen Soloprojekt Late Bloøm tätig. Er tourte in den meisten Ländern Europas und hatte auch Auftritte in Afrika und Sibirien. Ausserdem ist er auf Alben von Janto’s Holding, Eva Kess, KAOS Protokoll oder Lua zu hören.
2012 erhielt Spiess den «Förderpreis Musik» des Kantons Solothurn.

## Diskographische Hinweise
- Simon Spiess Trio Stardance (Unit Records 2016, mit Bänz Oester, Jonas Ruther sowie Nya)
- Simon Spiess Quiet Tree: Euphorbia (Intakt Records 2024, mit Marc Méan, Jonas Ruther)[8]